# Creative Zen
Creative Zen è una serie di lettori multimediali portatili progettati e realizzati dall"azienda Creative Technology. Tre dei modelli di Creative Zen hanno vinto il premio Best of CES
 dal 2004 al 2006 nelle rispettive categorie, con uno che ha vinto il premio principale.

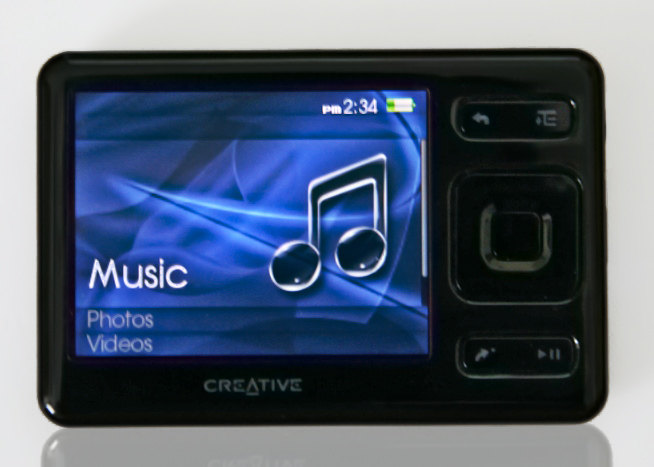

Tutti i lettori supportano i formati MP3 e WMA, mentre alcuni modelli supportano anche i formati WAV e Audible. Alcuni modelli sono certificati PlaysForSure per essere compatibili con Windows Media Player tramite Media Transfer Protocol (MTP) e supportano il Janus DRM. Sono nativamente compatibili con Windows.